# Liste der Baudenkmale in Ahlbeck (bei Ueckermünde)
In der Liste der Baudenkmale in Ahlbeck sind alle denkmalgeschützten Bauten der vorpommerschen Gemeinde Ahlbeck und ihrer Ortsteile aufgelistet. Grundlage ist die Veröffentlichung der Denkmalliste des Kreises Uecker-Randow mit dem Stand vom 1. Februar 1996.

## Baudenkmale nach Ortsteilen

### Ahlbeck
| ID | Lage                | Bezeichnung                              | Beschreibung | Bild                    |
| -- | ------------------- | ---------------------------------------- | --- | ----------------------- |
|    | Buchholz 21 (Karte) | Bauernhaus mit Stallscheune              | |                         |
|    | Buchholz 27 (Karte) | Wohnhaus                                 | |                         |
|    | Dorfstraße 3        | Mühle und Speicher                       | |                         |
|    | Dorfstraße 8        | Pfarrhaus mit Nebengebäuden und Hofmauer | |                         |
|    | Dorfstraße 9        | Schule                                   | |                         |
|    | Dorfstraße 26/27    | Wohnhaus                                 | |                         |
|    | Dorfstraße 28/29    | Wohnhaus                                 | |                         |
|    | (Karte)             | Kirche mit Leichenhalle                  | Barocke, rechteckiger Fachwerkbau von 1759 (gem. Dehio, anderen Quelle 1754); westlicher, in das Gebäude einbezogene Dachturm von 1759 mit offener, barocker Haube, einfaches, ziegelbedecktes und nach Osten Walmdach, nördliche Eingangsvorbauten; Empore an drei Seiten; 1912 saniert. | Kirche mit Leichenhalle |
|    |                     | Kriegerdenkmal 1914/1918 und 1939/1945   | |                         |
|    | Vorsee 15a (Karte)  | Bauernhaus und Stallscheune              | |                         |

### Gegensee
| ID | Lage                  | Bezeichnung    | Beschreibung | Bild |
| -- | --------------------- | -------------- | ------------ | ---- |
|    | Dorfstraße 18 (Karte) | Wohnhaus       |              |      |
|    | Dorfstraße 32 (Karte) | ehem. Schule   |              |      |
|    | Dorfstraße 34 (Karte) | Wohnhaus       |              |      |
|    | Dorfstraße 53         | Scheune        |              |      |
|    | Dorfstraße 58         | Bauernhaus     |              |      |
|    | (Karte)               | Kriegerdenkmal |              |      |

### Ludwigshof-Hintersee
| ID | Lage                                                             | Bezeichnung                   | Beschreibung                                            | Bild                          |
| -- | ---------------------------------------------------------------- | ----------------------------- | ------------------------------------------------------- | ----------------------------- |
|    | Allee von Ahlbeck über Ludwigshof nach Hintersee mit Alleebäumen | Straßenpflaster und Sommerweg | Uralte Linden und Eichen säumen die gepflasterte Straße | Straßenpflaster und Sommerweg |

## Quelle
- Bericht über die Erstellung der Denkmallisten sowie über die Verwaltungspraxis bei der Benachrichtigung der Eigentümer und Gemeinden sowie über die Handhabung von Änderungswünschen (Stand: Juni 1997)

- Karte mit allen Koordinaten:
- OSM |
- WikiMap